# Алгологія
Алгологія — розділ  медицини, що вивчає гострий і хронічний біль, його патофізіологію, системи ноцицепції та антиноцицепції, методи боротьби з болем, тобто протибольову (знеболювальну) терапію, анальгетики і механізми їх дії.
Завдяки успіхам сучасної алгологіі були відкриті нові методи боротьби з хронічним болем, до яких можна віднести використання антидепресантів, антипсихотиків, транквілізаторів та інших класів психотропних засобів, тривалої епідуральної анестезії, пролонгованих форм опіоїдних анальгетиків (фентаніловий пластир). Це дозволило значно полегшити стан хворих із сильними хронічними болями, зокрема, онкологічних хворих.